# Ørsta
Ørsta is een gemeente in de Noorse provincie Møre og Romsdal. De gemeente met 10.744 inwoners (januari 2017), ligt in de streek Sunnmøre in het zuidwesten van de fylke. Ørsta is via de Eiksundtunnel en de Eiksundbrug verbonden met de gemeente Ulstein. In het zuiden grenst de gemeente aan de fylke Sogn og Fjordane.

## Vervoer
Bij het dorp Hovdenbygda ligt een vliegveld met dagelijkse vluchten naar onder meer Oslo.
Ålesund · Aukra · Aure · Averøy ·  Fjord · Giske · Gjemnes · Haram · Hareid · Herøy · Hustadvika · Kristiansund ·  Molde · Ørsta · Rauma · Sande · Smøla · Stranda · Sula · Sunndal · Surnadal · Sykkylven · Tingvoll · Ulstein · Vanylven · Vestnes · Volda

Fylker van Noorwegen